# Turzovka
Turzovka (in ungherese Turzófalva, in tedesco Reichau) è una città della Slovacchia facente parte del distretto di Čadca, nella regione di Žilina.
Fu fondata nel 1598.
La città sorge nella valle del fiume Kysuca, circondata dalle catene montuose dei Monti Beschidi e dei Javorníky.

## Amministrazione

### Gemellaggi
- Frýdlant nad Ostravicí
- Kęty